# Элиа, Элджеро
Э́лджеро Георг Риналдо Э́лиа (нидерл. Eljero George Rinaldo Elia, МФА [ˈɛldʒəroː ˈeːlijaː]; род. 13 февраля 1987, Ворбург, Южная Голландия) — нидерландский футболист, игравший на позиции вингера. Выступал за сборную Нидерландов.

## Карьера

### Клубная
Профессиональную карьеру футболиста Элджеро начал в нидерландском клубе «АДО Ден Хааг». Отыграв там пару сезонов Элиа перебирается в более сильную команду «Твенте», в составе которой он дебютировал в еврокубках. Исключительно полезная и зрелищная игра форварда привлекла внимание скаутов топ-клубов, среди которых фигурировали такие команды, как «Аякс», ПСВ, «Арсенал», «Манчестер Сити», но в итоге Элджеро оказался в «Гамбурге», с которым 5 июля 2009 года был подписан пятилетний контракт. Сумма сделки составила около 9 млн €.
4 января 2011 года появилась информация о переходе Элиа в «Ливерпуль». Сумма сделки оценивалась в 13 млн €, однако в итоге трансфер не состоялся.
30 августа 2011 года футболист перешёл в туринский «Ювентус». Сумма трансфера составила 9 миллионов евро и может вырасти ещё на 1 млн в случае успешного выступления футболиста за новый клуб. Хавбек прошёл медобследование и подписал с «Юве» 4-летний контракт.
8 июля 2012 года перешёл в «Вердер», подписав контракт на 4 года.
6 августа 2015 года подписал двухлетний контракт с роттердамским «Фейеноордом», вернувшись в команду 6 лет спустя. Элджеро взял себе 11-й номер, освободившийся после ухода из команды нападающего Жан-Поля Боэтьюса. Элия сыграл решающую роль в финале Кубка Нидерландов 24 апреля 2016 года против «Утрехта». Его удар привёл к автоголу вратаря Филипа Беднарека. Отчасти благодаря этому голу, «Фейеноорд» выиграл трофей впервые с 2008 года. После победы в чемпионате 2016/2017 с «Фейеноордом» Элия объявил, что покидает «Фейеноорд».
13 июня 2017 года Элиа подписал двухлетнее соглашение с турецким клубом «Истанбул Башакшехир» с зарплатой около 1,5 млн евро. В клубе он получил 11 номер. В августе 2020 года после окончания контракта с турецким клубом вернулся в Нидерланды, подписав соглашение с «Утрехтом».

### В сборной
Отыграв совсем немного матчей в составе «АДО Ден Хааг», Элджеро получает вызов в молодёжную сборную Нидерландов, где сыграл несколько матчей. А вскоре удачная игра молодого форварда «Твенте» была замечена тренерским штабом главной сборной. И в мае 2009 года главный тренер сборной Нидерландов Берт ван Марвейк включил Элджеро в число 22 игроков, вызванных на два отборочных матча чемпионата мира против сборных Исландии и Норвегии. Свой первый мяч за сборную забил 10 сентября 2009 года в поединке против сборной Шотландии в рамках отборочного турнира к чемпионату мира 2010.
После нерегулярной игры за «Ювентус», игрок потерял место в сборной и шанс поехать на Евро 2012. После перехода в «Вердер» в 2012 году сыграл за сборную 2 неполных матча, и перестал вызываться вплоть до конца 2015 года. Играя за «Фейеноорд» Элиа вызывался, но на поле не выходил. В 2018 году, будучи игроком «Истанбул Башакшехир», сыграл 2 товарищеских матча за сборную.

## Статистика

### Матчи Элиа за сборную Нидерландов
| Матчи Элиа за сборную Нидерландов | Матчи Элиа за сборную Нидерландов | Матчи Элиа за сборную Нидерландов | Матчи Элиа за сборную Нидерландов | Матчи Элиа за сборную Нидерландов | Матчи Элиа за сборную Нидерландов |
| --------------------------------- | --------------------------------- | --------------------------------- | --------------------------------- | --------------------------------- | --------------------------------- |
| №                                 | Дата                              | Оппонент                          | Счёт                              | Голы Элиа                         | Соревнование                      |
| 1                                 | 5 сентября 2009                   | Япония                            | 3:0                               | —                                 | Товарищеский матч                 |
| 2                                 | 9 сентября 2009                   | Шотландия                         | 1:0                               | 1                                 | Чемпионат мира 2010 (отбор)       |
| 3                                 | 10 октября 2009                   | Австралия                         | 0:0                               | —                                 | Товарищеский матч                 |
| 4                                 | 14 ноября 2009                    | Италия                            | 0:0                               | —                                 | Товарищеский матч                 |
| 5                                 | 18 ноября 2009                    | Парагвай                          | 0:0                               | —                                 | Товарищеский матч                 |
| 6                                 | 3 марта 2010                      | США                               | 2:1                               | —                                 | Товарищеский матч                 |
| 7                                 | 26 мая 2010                       | Мексика                           | 2:1                               | —                                 | Товарищеский матч                 |
| 8                                 | 1 июня 2010                       | Гана                              | 4:1                               | —                                 | Товарищеский матч                 |
| 9                                 | 5 июня 2010                       | Венгрия                           | 6:1                               | 1                                 | Товарищеский матч                 |
| 10                                | 14 июня 2010                      | Дания                             | 2:0                               | —                                 | Чемпионат мира 2010               |
| 11                                | 19 июня 2010                      | Япония                            | 1:0                               | —                                 | Чемпионат мира 2010               |
| 12                                | 24 июня 2010                      | Камерун                           | 2:1                               | —                                 | Чемпионат мира 2010               |
| 13                                | 28 июня 2010                      | Словакия                          | 2:1                               | —                                 | Чемпионат мира 2010               |
| 14                                | 6 июля 2010                       | Уругвай                           | 3:2                               | —                                 | Чемпионат мира 2010               |
| 15                                | 11 июля 2010                      | Испания                           | 0:1                               | —                                 | Чемпионат мира 2010               |
| 16                                | 3 сентября 2010                   | Сан-Марино                        | 5:0                               | —                                 | Чемпионат Европы 2012 (отбор)     |
| 17                                | 7 сентября 2010                   | Финляндия                         | 2:1                               | —                                 | Чемпионат Европы 2012 (отбор)     |
| 18                                | 9 февраля 2011                    | Австрия                           | 3:1                               | —                                 | Товарищеский матч                 |
| 19                                | 25 марта 2011                     | Венгрия                           | 4:0                               | —                                 | Чемпионат Европы 2012 (отбор)     |
| 20                                | 29 марта 2011                     | Венгрия                           | 5:3                               | —                                 | Чемпионат Европы 2012 (отбор)     |
| 21                                | 4 июня 2011                       | Бразилия                          | 0:0                               | —                                 | Товарищеский матч                 |
| 22                                | 8 июня 2011                       | Уругвай                           | 1:1                               | —                                 | Кубок Конфратернидад 2011         |
| 23                                | 2 сентября 2011                   | Сан-Марино                        | 11:0                              | —                                 | Чемпионат Европы 2012 (отбор)     |
| 24                                | 6 сентября 2011                   | Финляндия                         | 2:0                               | —                                 | Чемпионат Европы 2012 (отбор)     |
| 25                                | 7 октября 2011                    | Молдова                           | 1:0                               | —                                 | Чемпионат Европы 2012 (отбор)     |
| 26                                | 11 октября 2011                   | Швеция                            | 2:3                               | —                                 | Чемпионат Европы 2012 (отбор)     |
| 27                                | 16 октября 2012                   | Румыния                           | 4:1                               | —                                 | Чемпионат мира 2014 (отбор)       |
| 28                                | 14 ноября 2012                    | Германия                          | 0:0                               | —                                 | Товарищеский матч                 |
| 29                                | 31 мая 2018                       | Словакия                          | 1:1                               | —                                 | Товарищеский матч                 |
| 30                                | 4 июня 2018                       | Италия                            | 1:1                               | —                                 | Товарищеский матч                 |

Итого: 30 матчей / 2 гола; 20 побед, 8 ничьих, 2 поражения.

## Достижения

### Командные
«Ювентус»
- Чемпион Италии: 2011/12

«Фейеноорд»
- Чемпион Нидерландов: 2016/17
- Обладатель Кубка Нидерландов: 2015/16

«Истанбул Башакшехир»
- Серебряный призёр чемпионата Турции: 2018/19

Сборная Нидерландов
- Серебряный призёр чемпионата мира: 2010

### Личные
- Футбольный талант года в Нидерландах: 2009